# Burg Hohenrod (Sasbachwalden)
Die Burg Hohenrod, auch Hohenrode oder Brigittenschloss genannt, ist die Ruine einer Höhenburg auf dem 760,6 m ü. NN hohen Schlossberg beim Ortsteil Brandmatt oberhalb der Gemeinde Sasbachwalden im Ortenaukreis in Baden-Württemberg.

## Geschichte
Die genaue Gründungszeit der Burg Hohenrod ist nicht bekannt, lag aber zwischen dem späten 11. und dem 12. Jahrhundert. Ein erster indirekter Hinweis auf die Burg stammt vom 12. April 1197, als in einem Vertrag zwischen Markgraf Hermann V.  von Baden und dem Kloster Allerheiligen auch ein Burkhard von Hohenrod erwähnt wurde. Lange saß das Uradelsgeschlecht allerdings nicht auf der klimatisch ungünstigen Burg; schon während des 13. Jahrhunderts verlor die Anlage an Bedeutung, als die Hohenroder ihren Sitz auf das nahe Schloss Rodeck in Kappelrodeck verlegten. Später kam die Burg an das Bistum Straßburg, Bischof Berthold von Buchegg trug sie im Jahr 1336 dem Ritter Albrecht von Röder, genannt Bube, als Lehen auf. Im Jahr 1339 veräußerten drei Brüder, Söhne des verstorbenen Klaus Röder, ihren Teil der Burg an den Markgrafen Hermann IX. von Baden. Dieser gab sie vermutlich anschließend den Brüdern als Lehen wieder zurück. 1432 war die Burg Hohenrod Lehensbesitz des Schultheißen Burkhard von Neuenstein, letztmals benannte sich Wilhelm Röder 1524 mit „von Hohenrod“. Während des 16. Jahrhunderts wurde die Burg dann wohl auch aufgegeben.
Aus der Zeit um 1815 sind Schatzgrabungen im Bereich der Ruine überliefert worden. Im Jahr 1881 erwarb die Familie Röder die abgegangene Anlage wieder zurück, nachdem sie vorher verschiedenen Besitzern gehörte. 1824 und 1899 wurde die Schildmauer der Burg durch Blitzeinschlag erheblich beschädigt, ihre Reste wurden dann um das Jahr 1900 restauriert.
Um 1820 kam die Bezeichnung Brigittenschloss auf, die wahrscheinlich auf die Heilige Brigitta zurückgeht, die Patronin der Sasbacher Kirche war.
Von der ehemaligen Burganlage sind noch Reste der Schildmauer erhalten.